# صنوبر كناري
الصنوبر الكناري نوع نباتي شجري من ضرب الصنوبر الحقيقي يتبع الفصيلة الصنوبرية. ينتشر في جزر الكناري الواقعة قبالة الساحل المغربي في المحيط الأطلسي.